# 张宏遵
张宏遵（？—），男，中华人民共和国政治人物，曾任工人日报总编辑，中国教科文卫体工会主席，中华全国总工会主席团委员，第十届全国政协委员。